# Jean Robert (Musiker)
Jean Robert (* 25. Juni 1908 in Brüssel; † 28. Februar 1981 in Hilversum) war ein belgischer Tenorsaxophonist und Arrangeur. Er spielte auch Basssaxophon und Trompete.

## Leben und Wirken
Robert lernte zuerst Klavier und spielte dann Saxophon in kleinen Gruppen im Raum Brüssel. 1928 war er bei Peter Packay in London (die als Red Robins in London aufnahmen). 1929 spielte er in der Band des Trompeters Gus Deloof und in der Big Band von Chas Remue, mit der er auch aufnahm. 1930/31 spielte er mit Deloof (mit dem er auch 1931 bei Pathé aufnahm) und Albert Sykes in Ägypten und Ostende und anderen Seebädern. Danach leitete er eine eigene Band im Atlanta Hotel in Brüssel (in dem auch Jean Omer spielte). Er spielte in den Niederlanden mit dem Schlagzeuger Freddie Beerman und in Belgien 1935 mit Robert de Kers und leitete ein eigenes Quartett im Cotton Club in Brüssel und in der Schweiz. 1937 traf er Coleman Hawkins und Benny Carter und 1938 spielte er im Trio von Freddy Johnson im Cotton Club. Außerdem sprang er für Coleman Hawkins im Negro Palace in Amsterdam ein und spielte mit Jascha Trabsky. 
Nach der Rückkehr nach Brüssel spielte er in der Band von Jean Omer, der 1938 ein Cabaret/Tanzhalle Bœuf sur le Toit in Brüssel gründete und in dem das Orchester Hausband war. Mit dem Orchester trat er auch im Salle Pleyel in Paris auf. Mit Omer spielte er auch in Berlin im Delphi-Palast; er wirkte in Berlin außerdem in deutschen Tanzbands (wie den von Albert Vossen und Willi Stech). 1943 spielte er bei Lutz Templin in Deutschland; Omer wirkte möglicherweise mit einigen seiner Musiker auch bei Aufnahmen der Propaganda-Band Charlie and His Orchestra mit. Nach dem Krieg in den 1940er und 1950ern spielte er wieder bei Omer im Bœuf sur le Toit. Allerdings gab es nun keine Tanz Big-Band mehr, sondern es wurde für Cabaret und Vaudeville gespielt, man begleitete Vokalgruppen und Sänger und spielte für Revuen. 1962 zog Robert nach Hilversum, wo er vor allem Komponist und Arrangeur fürs Radio und Fernsehen war (zum Beispiel das Vara Tanzorchester).
Seine ersten Aufnahmen unter eigenem Namen machte er 1940 für Decca Records, wobei er außer Saxophon auch Trompete spielte und von Rudy Bruder am Klavier und Buddy Heyninck am Schlagzeug begleitet wurde. Ebenfalls nahm er mit Gus Deloof für Jazz Club auf.
Nach dem Krieg arbeitete er auch in Paris für Maurice Chevalier.
In Nachrufen wurde er 1981 als belgischer Coleman Hawkins bezeichnet und Coleman Hawkins war auch sein großes Vorbild.

## Lexikalischer Eintrag
- Barry Kernfeld (Herausgeber) New Grove Dictionary of Jazz, Macmillan 1996 (von Robert Pernet).